# Musée régional de Natitingou
Le Musée régional de Natitingou est un musée béninois localisé dans la ville de Natitingou, dans le département d'Atacora.
Il héberge 360 pièces de collection traitant de l'archéologie, de l'histoire et des arts à Natitingou.

## Histoire
Créé en 1991, le musée régional de Natitingou est logé au premier étage d'un bâtiment colonial qui a abrité le commandement du cercle de l'Atacora. La date précise du début des travaux de ce bâtiment est inconnue, mais le chantier se déroule jusqu'en 1915. Il est le fruit du travail forcé des populations locales. Au moment de l'indépendance en 1960, le bâtiment est utilisé par la préfecture.

## Objectifs
Le musée régional de Natitingou s'est donné comme mission essentielle de faire connaître l'histoire et la culture de l'Atacora. Son objectif prioritaire est d'aider le visiteur à retourner aux sources de l'histoire de la région à travers des faits de vie : les pratiques religieuses, l'architecture, les rôles et la place des hommes et des femmes, leurs rapports avec la terre et la nature.
Le musée régional de Natitingou met l'accent sur la dimension motrice de la civilisation qui est l'angle sous lequel l'histoire et la culture sont présentés aux divers publics.
Il a abrité jusqu'au 30 avril 2019 une exposition temporaire sur les scarifications dans l'Atacora mise en place par le conservateur du musée Joseph Toumoudagou.
Au bâtiment principal s'ajoute une annexe sur la place de la Stèle de Kaba, dédiée à Kaba, résistant face à la colonisation française par des actions de guérilla.  

## Localisation
Le musée est situé dans un bâtiment colonial où logeait le commandant du cercle de l'Atacora entre le 5 mai 1913 et le 8 août 1960. Il occupe une superficie d'environ 2,5 hectares.

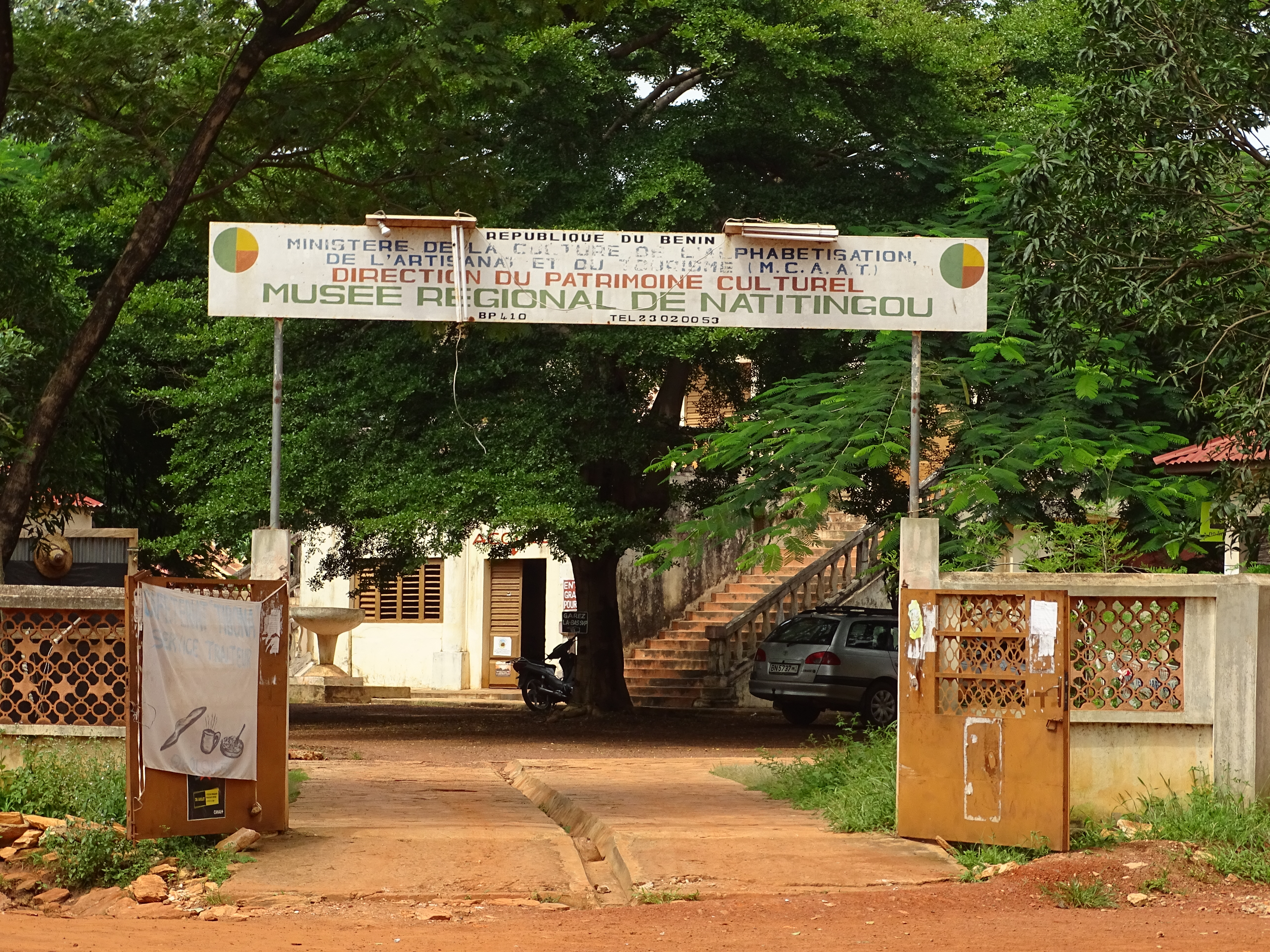
L'entrée du Musée.

## Collections
Le musée offre 254 m2 d'exposition permanente répartis en deux galeries et quatre salles, dont une importante collection ethnographique otammari.
Les salles sont réparties par thème et fonction : l'histoire, le peuplement et l'archéologie de la région, l'habitat, les croyances et religions, ainsi que la vie économique. Une grande salle polyvalente accueille des expositions temporaires et d'autres activités culturelles.

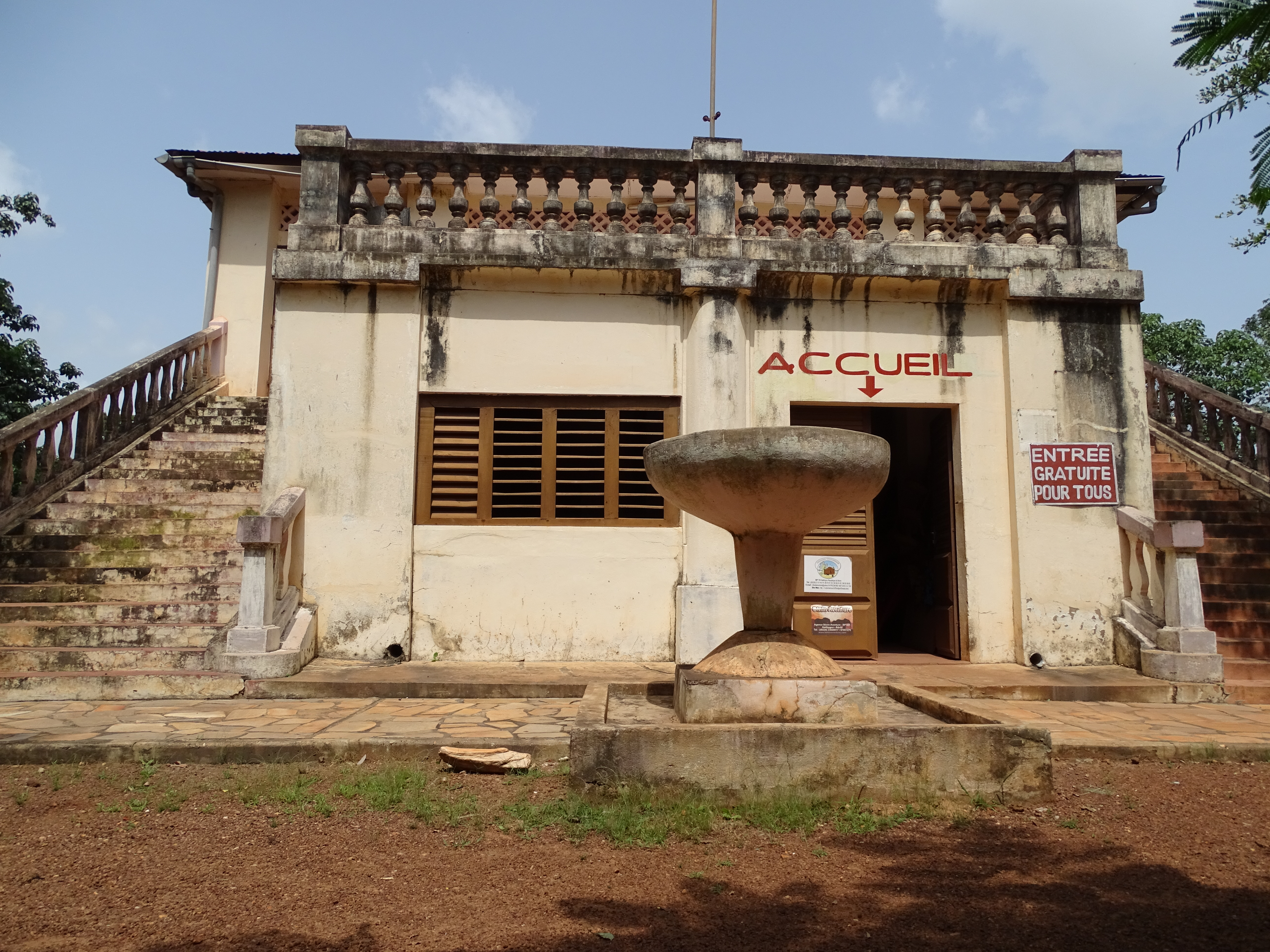
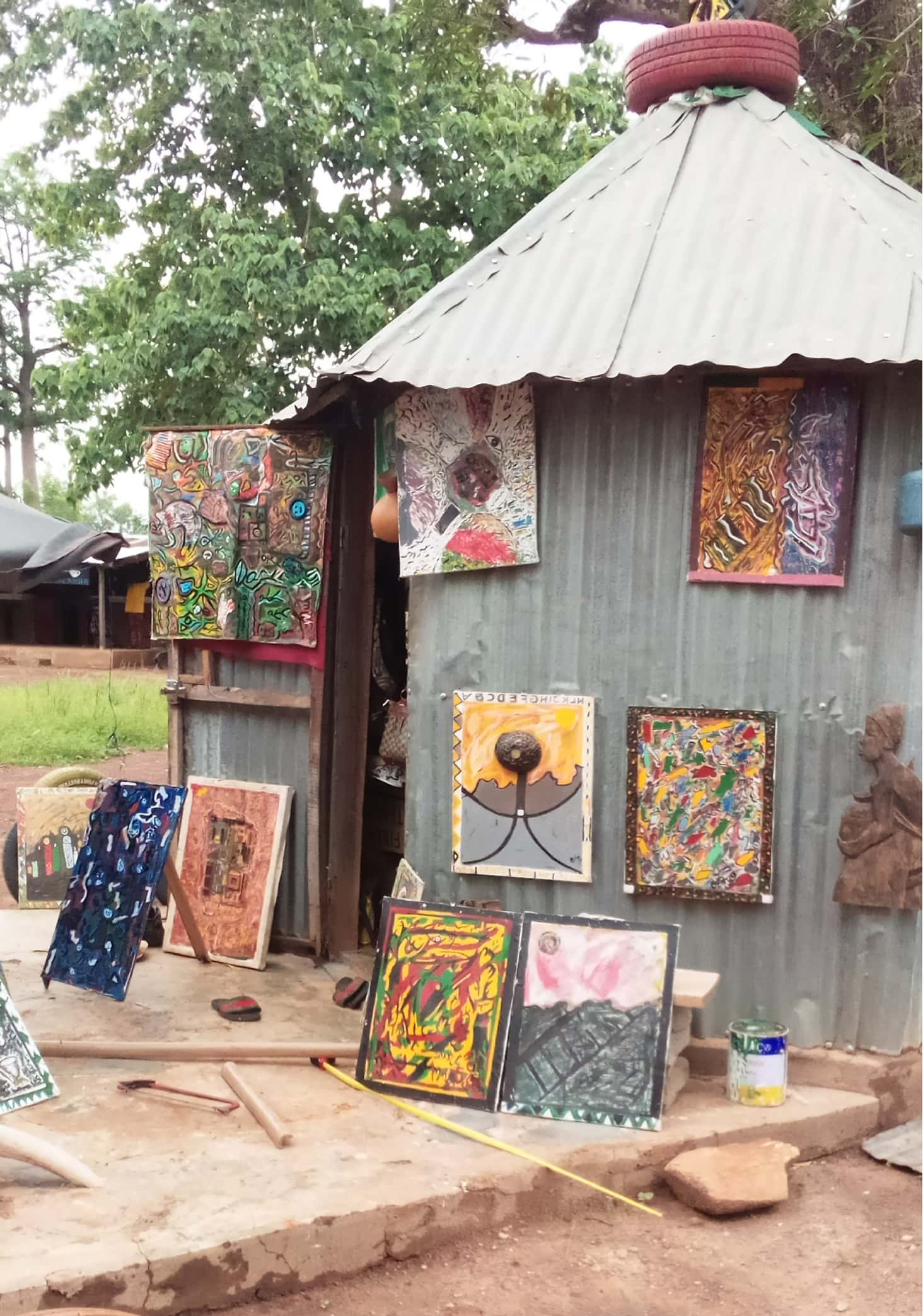
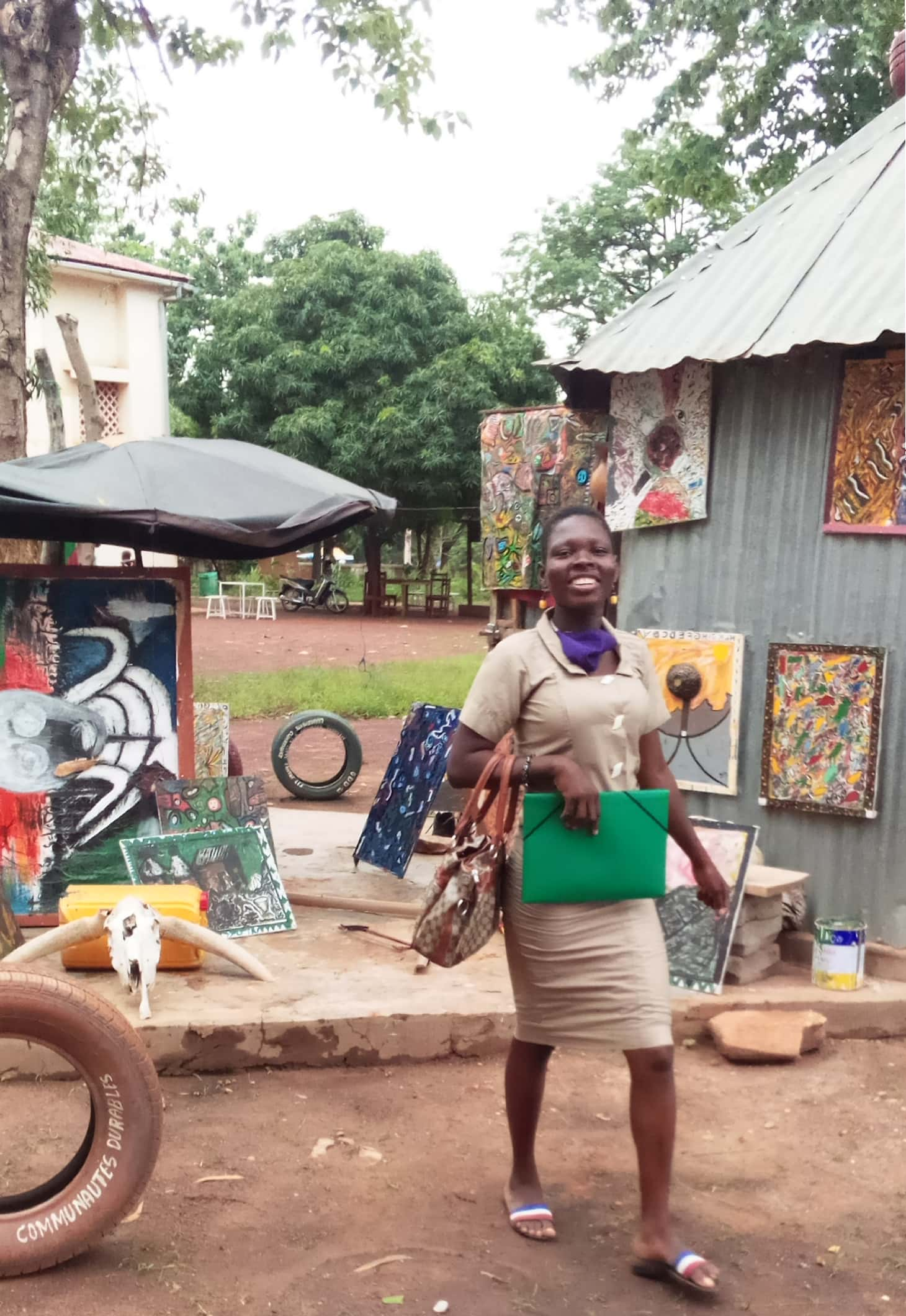

## Fréquentation
| 1995 | 1996 | 1997  | 1998  | 1999  | 2000  | 2001  | 2002  | 2003  |
| ---- | ---- | ----- | ----- | ----- | ----- | ----- | ----- | ----- |
| 559  | 920  | 1 281 | 1 227 | 1 797 | 1 778 | 2 292 | 1 912 | 1 485 |

| 2004  | 2005  | 2006  | 2007  | - | - | - | - | - |
| ----- | ----- | ----- | ----- | - | - | - | - | - |
| 1 548 | 1 879 | 1 890 | 1 780 | - | - | - | - | - |